# Arenzano (stacja kolejowa)
Arenzano (wł: Stazione di Arenzano) – stacja kolejowa w Arenzano, w regionie Liguria, we Włoszech. Znajdują się tu 2 perony.